# Andrew Tosh
Pour les articles homonymes, voir Tosh et McIntosh.
Andrew McIntosh (mieux connu sous le nom de  Andrew Tosh; 19 juin 1967 à Kingston) est un chanteur jamaïcain de reggae. Il est le fils de Peter Tosh.

## Biographie
Tosh a été exposé à la musique du groupe de son père The Wailers à un âge précoce, sa mère, Shirley Livingston, est également la sœur de Bunny Wailer, un des fondateurs du groupe des Wailers avec Bob Marley et Peter Tosh.  Sa première session d'enregistrement en 1985, produit par Charlie Chaplin, en fait sortir le single Vanity Love. Après que son père a été abattu en 1987, il a joué deux chansons lors de ses funérailles, Jah Guide et Equal Rights. 
Il a ensuite travaillé avec le producteur Winston Holness sur son premier album, Original Man. Il a été suivi en 1989 par un deuxième album, qui a été enregistré aux États-Unis et a été nommé pour un Grammy Award du meilleur album reggae. 
Il part en tournée avec The Wailers Band en 1991.
En 2004, il a enregistré un album de chansons de son père, Andrew sings Tosh : He Never Died. 
En 2007, il a annoncé qu'il travaillait sur son quatrième album studio. 
En 2010, il sort un album acoustique dédié à son père, Legacy ; Un hommage acoustique à Peter Tosh produit par lui-même et sa petite amie Aurore Simpson et le légendaire Handel Tucker. L'album comporte un duo entre Andrew et Ky-Mani Marley (un des fils de Bob Marley) une interprétation de Lessons In My Life et chanson intitulée I Am qui vient du registre de Bunny Wailer. L'album a été nommé en 2011 aux Grammy Awards. 
En 2011, il a annoncé qu'il travaillait sur un nouvel album intitulé Eye to Eye, mettant en vedette Kymani Marley et d'autres artistes invités, en attendant une date de sortie en 2012.